# Хавијер Клементе
Хавијер Клементе Лазаро (шп. Javier Clemente Lazaro; Баракалдо, 12. март 1950) је шпански фудбалски тренер који је био селектор фудбалске репрезентације Србије. Предводио је Атлетик Билбао у више наврата. Трећи пут до 7. јула 2006.
Као играч, Клементе је за Атлетик Билбао одиграо 47 утакмица у шпанском првентству, када је од 1968. до 1971. постигао шест голова. Био је члан Атлетика када је освојио Копа дел Генералисмо 1968. Накратко му је играчка каријера била прекинута када је доживео повреду.
Као први тренер, водио тимове Атлетик Билбао — три пута (први пут пре 26 година, када је у две сезоне заредом освојио првенство и дуплу круну, 1990/91 и 2005), Еспањола (такође три пута), Атлетико Мадрида, Реал Бетиса, Реал Сосиједада, Тенерифа и Олимпика из Марсеља. Селектор Шпаније био је од 1992. до 1998. године, а у периоду од септембра 1994. до јануара 1998. године остварио је са Црвеном фуријом скор од 31. утакмице без пораза. 
Критикован је што је у шпанској репрезентацији много форсирао баскијске играче. После пораза од Кипра, добио је отказ.
Клементе је 21. јула 2006. постао први селектор репрезентације Србије и уједно први странац у историји српског фудбала. На клупи Србије је дебитовао 16. августа 2006. у победи 3:1 у гостима протви Чешке. Ипак, Србија је квалификације за Европско првенство у фудбалу 2008. завршила на 3. месту, након изненађујуће лоших резултата против слабијих репрезентација у групи. Фудбалски савез Србије је 6. децембра 2007. раскинуо уговор са Клементеом.

## Трофеји (као играч)

### Атлетик Билбао
- Куп Шпаније (1) : 1969.

## Трофеји (као тренер)

### Атлетик Билбао
- Првенство Шпаније (2) : 1982/83, 1983/84.
- Куп Шпаније (1) : 1983/84.
- Суперкуп Шпаније (1) : 1984.

### Шпанија до 21
- Европско првенство до 21 : финале 1996.

### Репрезентација Либије
- Првенство афричких нација (1) : 2014.

Под вођством Хавијера Клементеа Фудбалска репрезентација Србије је одиграла 16 званичних утакмица. То у биле и једине утакмице од оснивања репрезентације Србије до раскида уговора са Клементеом. 
Ово је списак тих утакмица:
| Број  | Датум         | Место            | Противници           | Резултат | Врста       |
| 2006. | 2006.         | 2006.            | 2006.                | 2006.    | 2006.       |
| ----- | ------------- | ---------------- | -------------------- | -------- | ----------- |
| 1.    | 16. август    | Ухерско Храдиште | Чешка - Србија       | 1:3      | пријатељска |
| 2.    | 2. септембар  | Београд          | Србија - Азербејџан  | 1:0      | Квал. за ЕП |
| 3.    | 6. септембар  | Варшава          | Пољска - Србија      | 1:1      | Квал. за ЕП |
| 4.    | 7. октобар    | Београд          | Србија - Белгија     | 1:0      | Квал. за ЕП |
| 5.    | 11. октобар   | Београд          | Србија - Јерменија   | 3:0      | Квал. за ЕП |
| 6.    | 15. новембар  | Београд          | Србија - Норвешка    | 1:1      | пријатељска |
| 2007. |               |                  |                      |          |             |
| 7.    | 24. март      | Алма Ата         | Казахстан - Србија   | 2:1      | Квал. за ЕП |
| 8.    | 28. март      | Београд          | Србија - Португалија | 1:1      | Квал. за ЕП |
| 9.    | 2. јун        | Хелсинки         | Финска - Србија      | 0:2      | Квал. за ЕП |
| 10.   | 22. август    | Брисел           | Белгија - Србија     | 3:2      | Квал. за ЕП |
| 11.   | 8. септембар  | Београд          | Србија - Финска      | 0:0      | Квал. за ЕП |
| 12.   | 12. септембар | Лисабон          | Португалија - Србија | 1:1      | Квал. за ЕП |
| 13.   | 13. октобар   | Јереван          | Јерменија - Србија   | 0:0      | Квал. за ЕП |
| 14.   | 17. октобар   | Баку             | Азербејџан - Србија  | 1:6      | Квал. за ЕП |
| 15.   | 21. новембар  | Београд          | Србија - Пољска      | 2:2      | Квал. за ЕП |
| 16.   | 24. новембар  | Београд          | Србија - Казахстан   | 1:0      | Квал. за ЕП |

## Биланс репрезентације са Клементеом
| Година. | ИГ | Д | Н | ИЗ | ГД | ГП | ГР  | Бод |
| ------- | -- | - | - | -- | -- | -- | --- | --- |
| 2006/07 | 16 | 7 | 7 | 2  | 25 | 13 | -12 | 28  |

ИГ = Играо утакмица; Д = Добио; Н = Нерешио; ИЗ = Изгубио; ГД = Голова дао; ГП = Голова примио; ГР = Гол-разлика ; Бод = Бодови